# 千明牧場
千明牧場（ちぎらぼくじょう、正式名称・株式会社丸沼 千明牧場）は、群馬県利根郡片品村にある競走馬の生産牧場及び馬主（オーナーブリーダー）である。
牧場名義の勝負服の柄は緑、黄山形一本輪、白袖。冠名には、かつては「シービー」を用いていたが、近年の所有馬には冠名は使用されていない。

千明牧場の勝負服

## 歴史
- 1927年、群馬県に開場

戦時中は一時閉鎖していた。

## 代表者
- 千明大作（ちぎら だいさく）
  - 群馬県立沼田高等学校を経て、慶應義塾大学卒。ミスターシービー（2代目）が皐月賞・東京優駿（日本ダービー）・菊花賞を制したことにより、中央競馬史上3人目の三冠馬の馬主となった。

牧場主である千明家は、競走馬のオーナーとして親子三代で日本ダービーを制覇している史上唯一の家系としても名高い（先代である父は、冠名「コレ」で知られている千明康、先々代である祖父は千明賢治）。

## 本場以外の施設・関連会社
- 千明牧場三里塚分場（千葉県成田市）
- 千明牧場（北海道浦河郡浦河町）
- 千明牧場（北海道沙流郡日高町）
- 丸沼温泉 環湖荘（群馬県利根郡片品村）
- 華厳滝エレベーター（栃木県日光市）

## 主な生産馬

### 群馬県産
- マルヌマ（帝室御賞典）
- スゲヌマ（帝室御賞典、東京優駿）
- コレヒサ（天皇賞（春））
- コレヒデ（天皇賞（秋））
- メイズイ（皐月賞、東京優駿）

### 千葉県産
- シービークイン（4歳牝馬特別(東)、毎日王冠、京王杯スプリングハンデ。ミスターシービー(2代目)の母）

### 浦河町産
- シービークロス（毎日王冠、目黒記念(秋)、東京金杯）
- ミスターシービー(2代目)（皐月賞、東京優駿、菊花賞他）

## 主な所有馬

### 千明牧場名義の所有馬
- シービークイン
- シービークロス
- ミスターシービー

### 千明康の所有馬
- コレヒサ（天皇賞（春））
- コレヒデ（天皇賞（秋））
- メイズイ（皐月賞、東京優駿）

### 千明賢治の所有馬
- スゲヌマ（帝室御賞典、東京優駿）
- マルヌマ（帝室御賞典）